# گرگینه (فیلم ۲۰۲۲)
گرگینه یا گرگ (به انگلیسی: Werewolf) فیلمی هندی محصول سال ۲۰۲۲ و به کارگردانی آمار کاشیک است. در این فیلم بازیگرانی همچون وارون دهاوان، کریتی سانون و دیپاک دوبریال ایفای نقش کرده‌اند.